# 잔 갈레아초 스포르차
잔 갈레아초 마리아 스포르차(이탈리아어: Gian Galeazzo Maria Sforza, 1469년 6월 20일 ~ 1494년 10월 22일)는 제6대 밀라노의 공작이다. 밀라노 공작 갈레아초 마리아 스포르차와 사보이에 보나의 장남으로 아비아테그라소 태어났다.
일곱 살이 된 해인 1476년에 아버지 갈레아초 마리아 스포르차가 암살당하자, 아버지의 뒤를 이어 밀라노 공작이 되었다. 어머니가 섭정을 하며 불안한 정국이 이어지다가 잔 갈레아초의 숙부 루도비코 스포르차(1452-1508)와 어머니와 권력투쟁이 벌어진다. 끝내 어머니 사보나의 보나가 축출되고 숙부 루도비코가 실권을 잡고 섭정을 하게 되었다. 숙부 루도비코는 아직 갈레아초가 어린탓에 조카를 무시한 채 실질적인 군주로 행세하였다. 1488년, 삼촌의 뜻에 따라 사촌 관계인 나폴리의 이사벨라 공주와 결혼하였다.
잔 갈레아초가 성인이 되었으나 루도비코는 섭정의 자리를 고수했고 밀라노 공작 자리에 욕심을 부렸다. 아내 이사벨라는 루도비코가 군주인 남편의 권한을 공공연히 침해하는 것에 대해 남편보다 더 격분했고, 이런 사실을 할아버지인 페르디난도 1세에게 하소연하며 도움을 청했다. 페르디난도 1세도 1492년 이 문제에 개입해 루도비코에게 공작령 통치권을 이사벨라와 잔 갈레아초에게 양보하라고 명령했다. 그러나 스포르차는 거부했고, 나폴리 왕국과 루도비코간에 갈등이 시작되었다.
숙부 루도비코는 나폴리를 견제하고 밀라노에 대한 자신의 통치권을 공고히 하려고 신성 로마제국의 황제 막시밀리안 1세 및 프랑스 왕 샤를 8세와 동맹을 맺었다. 1494년에 루도비코는 잔 갈레아초의 누이인 비앙카(루도비코의 여조카)와 막시밀리안 1세의 결혼을 주선했다. 지참금으로 막대한 돈을 지불하며 그 대가로 막시밀리안 1세로부터 밀라노 공작칭호를 받아낸후 권력 찬탈 행위를 합법하였다. 또한 샤를 8세가 페르디난도 1세로부터 나폴리 왕국을 빼앗으려는 야심을 알고 프랑스의 이탈리아 원정을 충동질하였다. 1494년 10월 프랑스 군이 이탈리아 원정을 감행했고 밀라노에 도착한 샤를 8세는 루도비코의 밀라노 통치권을 옹호하였다.
숙부의 만행을 피해 밀라노를 떠나 파비아에 머물던 잔 갈레아초는 1494년 그곳에서 죽었다.

## 자녀
- 프란체스코(1491~1512)
- 이폴리타 마리아(1493~1501)
- 보나(1494~1557) 폴란드 왕비(지그문트 1세와 결혼)
- 비앙카 마리아(1495~1496)